# Боярський Микола Олександрович
Мико́ла Олекса́ндрович Боя́рський (10 грудня 1922, Колпіно — 7 жовтня 1988, Ленінград) — радянський кіно- і театральний актор, виконавець гострохарактерних ролей.

## Біографія
Син протоієрея, «червоного батюшки» О. І. Боярського, брат актора Сергія Боярського, дядько Михайла Боярського.
Учасник німецько-радянської війни. За бойові заслуги нагороджений орденами Червоної Зірки, Слави 2-го і 3-го ступенів, медалями «За відвагу», «За бойові заслуги», «За взяття Кенігсберга».
У 1948 р. закінчив Ленінградський театральний інститут (педагоги Н. Є. Серебряков і В. В. Меркур'єв).
З 1948 по 1982 рр.. — Артист Ленінградського Театру ім. В. Ф. Коміссаржевської. Один театральний сезон 1964—1965 рр.. працював у Ленінградському театрі імені Ленсовета.
Актор яскравого ексцентричного, характерного обдарування, гострої сценічної форми й тонкого психологізму, Боярський однаково легко існував як у класичній комедії: Жевакин («Весіллі» М. В. Гоголя, режисер Р. С. Агамирзян, 1980 р., театр ім. В. Ф. Коміссаржевської), Межуєв («Мертві душі» М. В. Гоголя, режисер А. А. Бєлінський, 1969 р., телеспектакль Ленінградського телебачення), так і в психологічній драмі: Дмитро Миколайович («Тема з варіаціями» С.Альошина, режисер В.Суслов, 1980 р.)
Здатність довести характерну рису персонажа до гротеску проявилася в блискучій ролі Короля у виставі В.Кожіча «Дон Сезар де Базан», 1949 р. Серед серйозних удач артиста був легкий, рухливий Антуан Мартіні у виставі «Чао!» М. А. Соважона і епізодческая роль Богдана Гака у виставі Рубена Агамирзян «Цар Федір Іоаннович» (1976 р.).

## Фільмографія
- 1936 — Безприданниця — хлопчик
- 1957 — Дон Сезар де Базан — король Карлос
- 1965 — Музиканти одного полку — ад'ютант полку поручик Василь Леонідович Боголюбов
- 1966 — Катерина Ізмайлова — Зіновій Борисович
- 1966 — Снігова королева — Радник
- 1966 — 12 стільців (телеспектакль) — Киса Вороб'янінов
- 1968 — Золоте теля — Адам Козлевич
- 1968 — Живий труп — Пєтушков
- 1969 — П'ять днів відпочинку
- 1970 — Мій добрий тато — дядько Гоша
- 1970 — Варвара-краса, довга коса — Наречений
- 1972 — Червоні бджоли
- 1972 — Учитель співу — член комісії
- 1973 — Про Вітю, про Машу і морську піхоту
- 1973 — Гра
- 1973 — Щоб бути щасливим!
- 1975 — Новорічні пригоди Маші і Віті — Кощій Безсмертний
- 1976 — Сімдесят два градуси нижче нуля — Синицин
- 1976 — Дикий Гаврило
- 1976 — Крок назустріч
- 1978 — Полковник Шабер
- 1979 — Пригоди Електроніка — фізрук Ростислав
- 1979 — Троє в одному човні, як не рахувати собаки — гренадер
- 1979 — Друга весна — начальник геологічної лабораторії
- 1980 — Таємничий старий
- 1982 — Червоні дзвони. Фільм 2. Я бачив народження нового світу
- 1984 — Неймовірне парі, або Істинна пригода, що благополучно завершилася сто років тому — аптекар
- 1984 — Іван Павлов. Пошуки істини
- 1985 — Суперниці
- 1985 — Протистояння — Варенцов
- 1986 — Русь споконвічна
- 1986 — Михайло Ломоносов
- 1986 — Ось знову цей двір — літній чоловік
- 1988 — Життя Клима Самгіна — Хрисанф

## Нагороди
- Народний артист РРФСР (1978).
- орден Вітчизняної війни 1-го ступеня (06.04.1985)
- Орден Червоної зірки (03.1945)
- Орден Слави II ступеня (04.1945)
- Орден Слави III ступеня (11.1944)
- медаль «За відвагу» (08.1944)
- медаль «За бойові заслуги» (12.1943)
- медаль «За взяття Кенігсберга» (1945)
- медаль «За перемогу над Німеччиною» (1945)